# Піщанський район (Одеська область)
Піща́нський райо́н — колишня адміністративно-територіальна одиниця УСРР з центром у селі Піщана, утворена 11 лютого 1935 р. у складі Молдавської АРСР Української СРР з частини Балтського р-ну Молдавської АРСР. Охоплював 12 сільрад.
Займав площу 0,4 тис. км².
2 серпня 1940 року на 3-й сесії Верховної Ради СРСР був прийнятий Закон про утворення союзної Молдавської Радянської Соціалістичної Республіки, у зв'язку з чим послідуючею адміністративно-територіальною реформою район переданий до складу Одеської області Української РСР.
У листопаді 1957 р. Піщанський район був ліквідований Указом Президії Верховної Ради Української РСР від 28.11.1957 р., а його територія відійшла до складу Балтського (Чернеченська (з Карпівкою), Переймівська, Саражинкська сільради) та Савранського (Піщанська, Гербинська, Пужайківська, Ухожанська, Шляхівська, Криничківська (з Червоною Зіркою) сільради) р-нів Одеської області.
7 березня 1958 року Криничківська (з Червоною Зіркою) та Ухожанська сільради Савранського р-ну передані до складу Балтського району.

## Адміністративно-територіальний поділ
- с. Піщана
- с. Гербине
- с. Крижовлин
- с. Кринички
  - с. Червона Зірка
- с. Ляхове
- с. Перейма
- с. Пужайкове
- с. Ракулове
- с. Саражинка
- с. Ухожани
- с. Чернече
  - с. Карпівка[6][7] (на 01.04.67 об'єднано з с. Чернече)
- с. Шляхове

## Населення
- 1939 — 25 784 (у т.ч. с. Піщана 5865)